# サン・ピエトロ・イン・アマンテーア
サン・ピエトロ・イン・アマンテーア（イタリア語: San Pietro in Amantea）は、イタリア共和国カラブリア州コゼンツァ県にある、人口約500人の基礎自治体（コムーネ）。

## 地理

### 位置・広がり

#### 隣接コムーネ
隣接するコムーネは以下の通り。
- アイエッロ・カーラブロ
- アマンテーア
- ベルモンテ・カーラブロ
- ラーゴ
- セッラ・ダイエッロ

## 行政

### 分離集落
サン・ピエトロ・イン・アマンテーアには、以下の分離集落（フラツィオーネ）がある。
- Gallo, Giardini, Tuvolo, Scala, S.Elia, Muschicella, Colopera, Conocchia, Santo Sperato,Sciolle